# Hemerobius vnipunctatus
Hemerobius vnipunctatus is een insect uit de familie van de bruine gaasvliegen (Hemerobiidae), die tot de orde netvleugeligen (Neuroptera) behoort. 
Hemerobius vnipunctatus is voor het eerst wetenschappelijk beschreven door Müller in 1764.